# Premier League de 2015–16
A Primeira divisão do Campeonato Inglês de Futebol da temporada 2015–2016 foi a 114ª edição da principal divisão do futebol inglês (24ª como Premier League) com o mesmo regulamento dos anos anteriores, quando foi implementado o sistema de pontos corridos. O campeão dessa edição foi o Leicester City, com duas rodadas de antecedência.

## Regulamento
A Premier League é disputada por 20 clubes em dois turnos. Em cada turno, todos os times jogam entre si uma única vez. Os jogos do segundo turno serão realizados na mesma ordem do primeiro, apenas com o mando de campo invertido. Não há campeões por turnos, sendo declarado campeão da Inglaterra o time que obtiver o maior número de pontos após as 38 rodadas.

### Critérios de desempate
Caso haja empate de pontos entre dois clubes, os critérios de desempates serão aplicados na seguinte ordem:
1. Saldo de gols
2. Gols marcados
3. Confronto direto

## Participantes
| Pos | Rebaixados da Premier League 2014–15 |
| --- | ------------------------------------ |
| 18º | Hull City                            |
| 19º | Burnley                              |
| 20º | Queens Park Rangers                  |

| Pos. | Promovidos da The Championship 2014–15 |
| ---- | -------------------------------------- |
| 1º   | Bournemouth                            |
| 2º   | Watford                                |
| 3°   | Norwich City                           |

### Informações das Equipes
| Equipe            | Cidade         | Treinador           | Em 2014/2015    | Estádio (mando)    | Capacidade | Títulos (último) | Material Esportivo |
| ----------------- | -------------- | ------------------- | --------------- | ------------------ | ---------- | ---------------- | ------------------ |
| Arsenal           | Londres        | Arsène Wenger       | 3°              | Emirates Stadium   | 60.338     | 13 (2003–04)     | Puma               |
| Aston Villa       | Birmingham     | Tim Sherwood        | 17°             | Villa Park         | 42.682     | 7 (1980–81)      | Macron             |
| Bournemouth       | Bournemouth    | Eddie Howe          | 1° (2ª Divisão) | Dean Court         | 11.700     | 0 (não possui)   | Carbrini           |
| Chelsea           | Londres        | Guus Hiddink        | 1°              | Stamford Bridge    | 41.798     | 5 (2014–15)      | Adidas             |
| Crystal Palace    | Londres        | Alan Pardew         | 10°             | Selhurst Park      | 26.255     | 0 (não possui)   | Macron             |
| Everton           | Liverpool      | Roberto Martínez    | 11°             | Goodison Park      | 39.571     | 9 (1987–88)      | Umbro              |
| Leicester City    | Leicester      | Claudio Ranieri     | 14°             | King Power Stadium | 32.262     | 1 (2015–16)      | Puma               |
| Liverpool         | Liverpool      | Jürgen Klopp        | 6°              | Anfield            | 45.276     | 18 (1989–90)     | New Balance        |
| Manchester City   | Manchester     | Manuel Pellegrini   | 2°              | Etihad Stadium     | 47.405     | 4 (2013–14)      | Nike               |
| Manchester United | Manchester     | Louis van Gaal      | 4°              | Old Trafford       | 75.731     | 20 (2012–13)     | Adidas             |
| Newcastle United  | Newcastle      | Rafael Benítez      | 15°             | St. James's Park   | 52.405     | 4 (1926–27)      | Puma               |
| Norwich City      | Norwich        | Alex Neil           | 3° (2ª Divisão) | Carrow Road        | 27.244     | 0 (não possui)   | Erreà              |
| Southampton       | Southampton    | Ronald Koeman       | 7°              | St Mary's Stadium  | 32.589     | 0 (não possui)   | Adidas             |
| Stoke City        | Stoke-on-Trent | Mark Hughes         | 9°              | Britannia Stadium  | 27.740     | 0 (não possui)   | New Balance        |
| Sunderland        | Sunderland     | Dick Advocaat       | 16°             | Stadium of Light   | 48.707     | 6 (1935-36)      | Adidas             |
| Swansea City      | Swansea        | Garry Monk          | 8°              | Liberty Stadium    | 20.750     | 0 (não possui)   | Adidas             |
| Tottenham Hotspur | Londres        | Mauricio Pochettino | 5°              | White Hart Lane    | 36.284     | 2 (1960–61)      | Under Armour       |
| Watford           | Watford        | Quique Flores       | 2° (2ª Divisão) | Vicarage Road      | 19.920     | 0 (não possui)   | Puma               |
| West Bromwich     | West Bromwich  | Tony Pulis          | 13°             | The Hawthorns      | 26.445     | 1 (1919–20)      | Adidas             |
| West Ham United   | Londres        | Slaven Bilić        | 12°             | Boleyn Ground      | 35.016     | 0 (não possui)   | Umbro              |

## Classificação
| Pos | Equipe            | Pts | J  | V  | E  | D  | GP | GC | SG  | Classificação ou descenso                                |
| --- | ----------------- | --- | -- | -- | -- | -- | -- | -- | --- | -------------------------------------------------------- |
| 1   | Leicester (C)     | 81  | 38 | 23 | 12 | 3  | 68 | 36 | +32 | Fase de liga da Liga dos Campeões da UEFA de 2016–17     |
| 2   | Arsenal           | 71  | 38 | 20 | 11 | 7  | 65 | 36 | +29 | Fase de liga da Liga dos Campeões da UEFA de 2016–17     |
| 3   | Tottenham         | 70  | 38 | 19 | 13 | 6  | 69 | 35 | +34 | Fase de liga da Liga dos Campeões da UEFA de 2016–17     |
| 4   | Manchester City   | 66  | 38 | 19 | 9  | 10 | 71 | 41 | +30 | Play-off de liga da Liga dos Campeões da UEFA de 2016–17 |
| 5   | Manchester United | 66  | 38 | 19 | 9  | 10 | 49 | 35 | +14 | Fase de liga da Liga Europa da UEFA de 2016–17           |
| 6   | Southampton       | 63  | 38 | 18 | 9  | 11 | 59 | 41 | +18 | Fase de liga da Liga Europa da UEFA de 2016–17           |
| 7   | West Ham          | 62  | 38 | 16 | 14 | 8  | 65 | 51 | +14 | Play-off de liga da Liga Europa da UEFA de 2016–17       |
| 8   | Liverpool         | 60  | 38 | 16 | 12 | 10 | 63 | 50 | +13 |                                                          |
| 9   | Stoke City        | 51  | 38 | 14 | 9  | 15 | 41 | 55 | −14 |                                                          |
| 10  | Chelsea           | 50  | 38 | 12 | 14 | 12 | 59 | 53 | +6  |                                                          |
| 11  | Everton           | 47  | 38 | 11 | 14 | 13 | 59 | 55 | +4  |                                                          |
| 12  | Swansea City      | 47  | 38 | 12 | 11 | 15 | 42 | 52 | −10 |                                                          |
| 13  | Watford           | 45  | 38 | 12 | 9  | 17 | 40 | 50 | −10 |                                                          |
| 14  | West Bromwich     | 43  | 38 | 10 | 13 | 15 | 34 | 48 | −14 |                                                          |
| 15  | Crystal Palace    | 42  | 38 | 11 | 9  | 18 | 39 | 51 | −12 |                                                          |
| 16  | Bournemouth       | 42  | 38 | 11 | 9  | 18 | 45 | 67 | −22 |                                                          |
| 17  | Sunderland        | 39  | 38 | 9  | 12 | 17 | 48 | 62 | −14 |                                                          |
| 18  | Newcastle (R)     | 37  | 38 | 9  | 10 | 19 | 44 | 65 | −21 | Zona de rebaixamento à EFL Championship de 2016–17       |
| 19  | Norwich City (R)  | 34  | 38 | 9  | 7  | 22 | 39 | 67 | −28 | Zona de rebaixamento à EFL Championship de 2016–17       |
| 20  | Aston Villa (R)   | 17  | 38 | 3  | 8  | 27 | 27 | 76 | −49 | Zona de rebaixamento à EFL Championship de 2016–17       |

1. ↑  O Manchester United se classificou para a fase de grupos da Liga Europa ao vencer a FA Cup de 2015–16 . Como eles também se classificaram em virtude de sua posição na liga (5º), esta vaga foi passada para o próximo time mais bem classificado (6º), o Southampton.
2. ↑  O Manchester City se classificou para a terceira fase de qualificação da Liga Europa ao vencer a Copa da Liga de Futebol de 2015–16 . No entanto, como eles já se classificaram para a competição europeia com base em sua posição na liga, a vaga concedida aos vencedores da Copa da Liga foi passada para o próximo time melhor colocado (o sétimo colocado West Ham United ).

## Confrontos
| Mandante \ Visitante | ARS | AVL | BOU | CHE | CRY | EVE | LEI | LIV | MCI | MUN | NEW | NOR | SOU | STK | SUN | SWA | TOT | WAT | WBA | WHU |
| -------------------- | --- | --- | --- | --- | --- | --- | --- | --- | --- | --- | --- | --- | --- | --- | --- | --- | --- | --- | --- | --- |
| Arsenal              | —   | 4–0 | 2–0 | 0–1 | 1–1 | 2–1 | 2–1 | 0–0 | 2–1 | 3–0 | 1–0 | 1–0 | 0–0 | 2–0 | 3–1 | 1–2 | 1–1 | 4–0 | 2–0 | 0–2 |
| Aston Villa          | 0–2 | —   | 1–2 | 0–4 | 1–0 | 1–3 | 1–1 | 0–6 | 0–0 | 0–1 | 0–0 | 2–0 | 2–4 | 0–1 | 2–2 | 1–2 | 0–2 | 2–3 | 0–1 | 1–1 |
| Bournemouth          | 0–2 | 0–1 | —   | 1–4 | 0–0 | 3–3 | 1–1 | 1–2 | 0–4 | 2–1 | 0–1 | 3–0 | 2–0 | 1–3 | 2–0 | 3–2 | 1–5 | 1–1 | 1–1 | 1–3 |
| Chelsea              | 2–0 | 2–0 | 0–1 | —   | 1–2 | 3–3 | 1–1 | 1–3 | 0–3 | 1–1 | 5–1 | 1–0 | 1–3 | 1–1 | 3–1 | 2–2 | 2–2 | 2–2 | 2–2 | 2–2 |
| Crystal Palace       | 1–2 | 2–1 | 1–2 | 0–3 | —   | 0–0 | 0–1 | 1–2 | 0–1 | 0–0 | 5–1 | 1–0 | 1–0 | 2–1 | 0–1 | 0–0 | 1–3 | 1–2 | 2–0 | 1–3 |
| Everton              | 0–2 | 4–0 | 2–1 | 3–1 | 1–1 | —   | 2–3 | 1–1 | 0–2 | 0–3 | 3–0 | 3–0 | 1–1 | 3–4 | 6–2 | 1–2 | 1–1 | 2–2 | 0–1 | 2–3 |
| Leicester            | 2–5 | 3–2 | 0–0 | 2–1 | 1–0 | 3–1 | —   | 2–0 | 0–0 | 1–1 | 1–0 | 1–0 | 1–0 | 3–0 | 4–2 | 4–0 | 1–1 | 2–1 | 2–2 | 2–2 |
| Liverpool            | 3–3 | 3–2 | 1–0 | 1–1 | 1–2 | 4–0 | 1–0 | —   | 3–0 | 0–1 | 2–2 | 1–1 | 1–1 | 4–1 | 2–2 | 1–0 | 1–1 | 2–0 | 2–2 | 0–3 |
| Manchester City      | 2–2 | 4–0 | 5–1 | 3–0 | 4–0 | 0–0 | 1–3 | 1–4 | —   | 0–1 | 6–1 | 2–1 | 3–1 | 4–0 | 4–1 | 2–1 | 1–2 | 2–0 | 2–1 | 1–2 |
| Manchester United    | 3–2 | 1–0 | 3–1 | 0–0 | 2–0 | 1–0 | 1–1 | 3–1 | 0–0 | —   | 0–0 | 1–2 | 0–1 | 3–0 | 3–0 | 2–1 | 1–0 | 1–0 | 2–0 | 0–0 |
| Newcastle            | 0–1 | 1–1 | 1–3 | 2–2 | 1–0 | 0–1 | 0–3 | 2–0 | 1–1 | 3–3 | —   | 6–2 | 2–2 | 0–0 | 1–1 | 3–0 | 5–1 | 1–2 | 1–0 | 2–1 |
| Norwich City         | 1–1 | 2–0 | 3–1 | 1–2 | 1–3 | 1–1 | 1–2 | 4–5 | 0–0 | 0–1 | 3–2 | —   | 1–0 | 1–1 | 0–3 | 1–0 | 0–3 | 4–2 | 0–1 | 2–2 |
| Southampton          | 4–0 | 1–1 | 2–0 | 1–2 | 4–1 | 0–3 | 2–2 | 3–2 | 4–2 | 2–3 | 3–1 | 3–0 | —   | 0–1 | 1–1 | 3–1 | 0–2 | 2–0 | 3–0 | 1–0 |
| Stoke City           | 0–0 | 2–1 | 2–1 | 1–0 | 1–2 | 0–3 | 2–2 | 0–1 | 2–0 | 2–0 | 1–0 | 3–1 | 1–2 | —   | 1–1 | 2–2 | 0–4 | 0–2 | 0–1 | 2–1 |
| Sunderland           | 0–0 | 3–1 | 1–1 | 3–2 | 2–2 | 3–0 | 0–2 | 0–1 | 0–1 | 2–1 | 3–0 | 1–3 | 0–1 | 2–0 | —   | 1–1 | 0–1 | 0–1 | 0–0 | 2–2 |
| Swansea City         | 0–3 | 1–0 | 2–2 | 1–0 | 1–1 | 0–0 | 0–3 | 3–1 | 1–1 | 2–1 | 2–0 | 1–0 | 0–1 | 0–1 | 2–4 | —   | 2–2 | 1–0 | 1–0 | 0–0 |
| Tottenham            | 2–2 | 3–1 | 3–0 | 0–0 | 1–0 | 0–0 | 0–1 | 0–0 | 4–1 | 3–0 | 1–2 | 3–0 | 1–2 | 2–2 | 4–1 | 2–1 | —   | 1–0 | 1–1 | 4–1 |
| Watford              | 0–3 | 3–2 | 0–0 | 0–0 | 0–1 | 1–1 | 0–1 | 3–0 | 1–2 | 1–2 | 2–1 | 2–0 | 0–0 | 1–2 | 2–2 | 1–0 | 1–2 | —   | 0–0 | 2–0 |
| West Bromwich        | 2–1 | 0–0 | 1–2 | 2–3 | 3–2 | 2–3 | 2–3 | 1–1 | 0–3 | 1–0 | 1–0 | 0–1 | 0–0 | 2–1 | 1–0 | 1–1 | 1–1 | 0–1 | —   | 0–3 |
| West Ham             | 3–3 | 2–0 | 3–4 | 2–1 | 2–2 | 1–1 | 1–2 | 2–0 | 2–2 | 3–2 | 2–0 | 2–2 | 2–1 | 0–0 | 1–0 | 1–4 | 1–0 | 3–1 | 1–1 | —   |

## Estatísticas
| Pos. | Jogador          | Equipe          | Gols |
| ---- | ---------------- | --------------- | ---- |
| 1    | Harry Kane       | Tottenham       | 25   |
| 2    | Sergio Agüero    | Manchester City | 24   |
| 2    | Jamie Vardy      | Leicester       | 24   |
| 4    | Romelu Lukaku    | Everton         | 18   |
| 5    | Riyad Mahrez     | Leicester       | 17   |
| 6    | Jermain Defoe    | Sunderland      | 15   |
| 7    | Odion Ighalo     | Watford         | 15   |
| 8    | Olivier Giroud   | Arsenal         | 13   |
| 8    | Alexis Sánchez   | Arsenal         | 13   |
| 10   | Diego Costa      | Chelsea         | 12   |
| 11   | Troy Deeney      | Watford         | 11   |
| 11   | Gylfi Sigurðsson | Swansea City    | 11   |
| 11   | Marko Arnautovic | Stoke City      | 11   |
| 11   | André Ayew       | Swansea City    | 11   |
| 15   | Roberto Firmino  | Liverpool       | 10   |
| 15   | Shane Long       | Southampton     | 10   |
| 15   | Sadio Mané       | Southampton     | 10   |
| 15   | Graziano Pellè   | Southampton     | 10   |
| 15   | Dele Alli        | Tottenham       | 10   |

| Pos. | Jogador           | Equipe          | Assists. |
| ---- | ----------------- | --------------- | -------- |
| 1    | Mesut Özil        | Arsenal         | 18       |
| 2    | Christian Eriksen | Tottenham       | 13       |
| 3    | David Silva       | Manchester City | 11       |
| 3    | Riyad Mahrez      | Leicester       | 11       |
| 3    | James Milner      | Liverpool       | 11       |
| 6    | Dušan Tadić       | Southampton     | 10       |
| 6    | Dimitri Payet     | West Ham        | 10       |
| 8    | Dele Alli         | Tottenham       | 9        |
| 8    | Kevin De Bruyne   | Manchester City | 9        |
| 10   | Gerard Deulofeu   | Everton         | 8        |
| 10   | Wes Hoolahan      | Norwich City    | 8        |
| 10   | Ross Barkley      | Everton         | 8        |
| 10   | Erik Lamela       | Tottenham       | 8        |
| 14   | Roberto Firmino   | Liverpool       | 7        |
| 14   | Daniel Drinkwater | Leicester       | 7        |
| 14   | Jesús Navas       | Manchester City | 7        |
| 14   | Cesc Fàbregas     | Chelsea         | 7        |

### Hat-tricks
| Jogador              | Para              | Contra           | Resultado | Data                   | Ref.   |
| -------------------- | ----------------- | ---------------- | --------- | ---------------------- | ------ |
| Callum Wilson        | Bournemouth       | West Ham         | 4–3       | 22 de agosto de 2015   | [ 6 ]  |
| Steven Naismith      | Everton           | Chelsea          | 3–1       | 12 de setembro de 2015 | [ 7 ]  |
| Alexis Sánchez       | Arsenal           | Leicester City   | 5–2       | 26 de setembro de 2015 | [ 8 ]  |
| Sergio Agüero5       | Manchester City   | Newcastle United | 6–1       | 3 de outubro de 2015   | [ 9 ]  |
| Raheem Sterling      | Manchester City   | Bournemouth      | 5–1       | 17 de outubro de 2015  | [ 10 ] |
| Georginio Wijnaldum4 | Newcastle United  | Norwich City     | 6–2       | 18 de outubro de 2015  | [ 11 ] |
| Harry Kane           | Tottenham Hotspur | Bournemouth      | 5–1       | 25 de outubro de 2015  | [ 12 ] |
| Arouna Koné          | Everton           | Sunderland       | 6–2       | 01 de novembro de 2015 | [ 13 ] |
| Riyad Mahrez         | Leicester City    | Swansea City     | 3–0       | 05 de dezembro de 2015 | [ 14 ] |
| Jermain Defoe        | Sunderland        | Swansea City     | 4–2       | 13 de janeiro de 2016  | [ 15 ] |
| Andy Carroll         | West Ham United   | Arsenal          | 3–3       | 9 de abril de 2016     |        |
| Sergio Agüero        | Manchester City   | Chelsea          | 3–0       | 16 de abril de 2016    |        |

4 Jogador marcou quatro gols 
5 Jogador marcou cinco gols